# نبرد بی‌ور دامز
نبرد بی‌ور دامز (انگلیسی: Battle of Beaver Dams) در تاریخ ۲۴ ژوئن ۱۸۱۳ و در طول نبرهای مشهور به جنگ ۱۸۱۲ شکل گرفت، ستون نیروهای نظامی آمریکایی با راهپیمایی از فورت جورج تلاش داشتند تا با غافلگیری بریتانیا به پایگاه دیده‌بانی آنها در بی‌ور دامز برسند، بنا بر مجوزنامهٔ خودشان یک شب را در روستای کوینستون گذراندند، لورا سکورد ساکن کوینستون، خیلی زودتر از نقشه و برنامهٔ امریکایی‌ها مطلع شده بود، لورا زحمت یک سفر طولانی و پرخطر را به جان خرید تا به بریتانیایی‌ها که در آن زمان در خانه دکو در نزدیکی دانشگاه امروزی براک بودند هشدار دهد، زمانی که آمریکایی‌ها راه‌پیمایی خود را از سر گرفتند، توسط رزمندگان بومی که کمین گرفته بودند غافلگیر شدند و در نهایت توسط گروه کوچکی از نیروهای بریتانیایی تسلیم شدند، در حدود ۵۰۰ آمریکایی به همراه فرماندهٔ مجروح خود به اسارت گرفته شدند

## نگارخانه

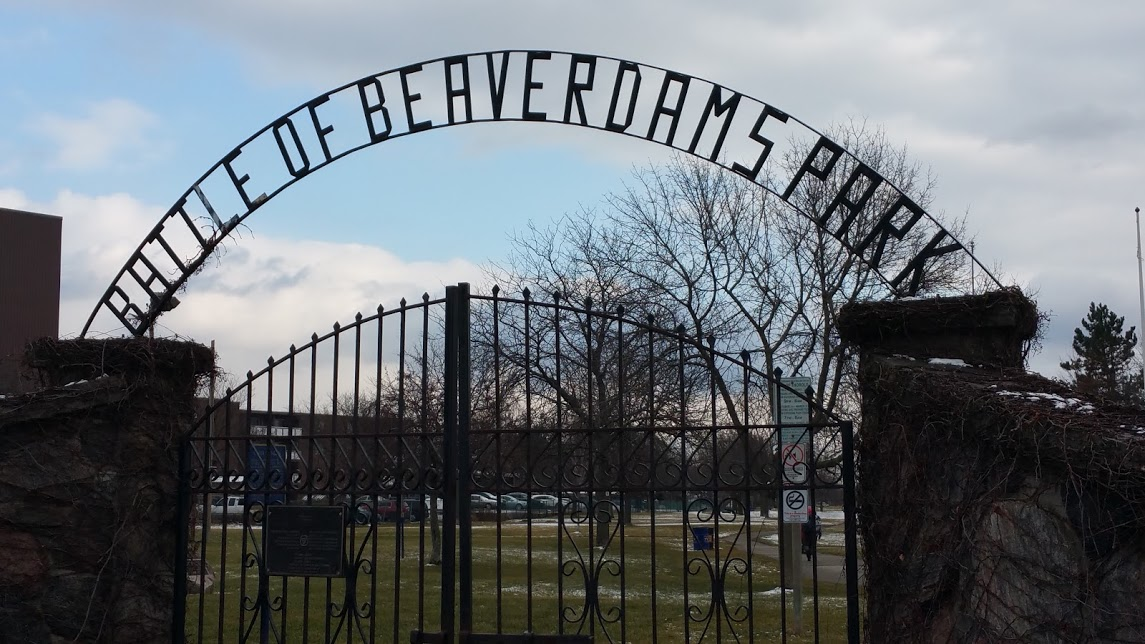
گیت ورودی پارک بی‌ور دامز تورالد
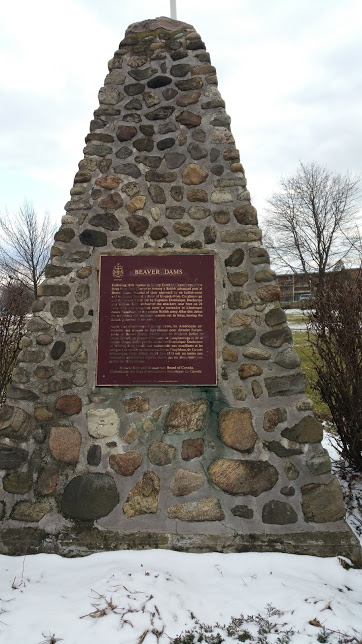
بنای یادبودی که در پارک بی‌ور دامز نصب گردیده